# Spiritopora perplexa
Spiritopora perplexa is een mosdiertjessoort uit de familie van de Diaperoeciidae. De wetenschappelijke naam van de soort is voor het eerst geldig gepubliceerd in 2003 door Taylor & Gordon.